# Mindo

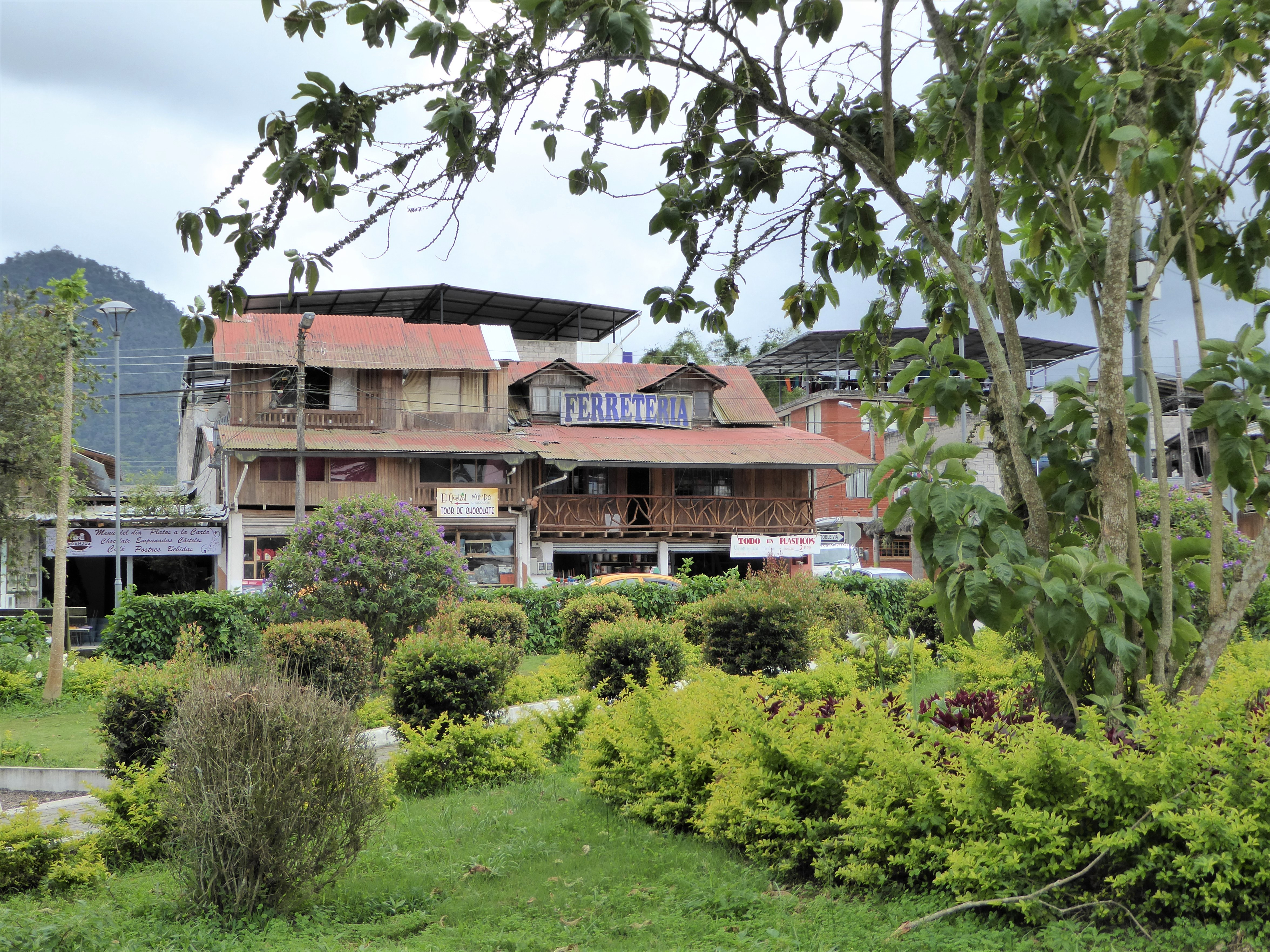
Auf der zentralen Plaza im Ortskern (2018)

Mindo ist der Hauptort des gleichnamigen ländlichen Kirchspiels (Parroquia rural) im Kanton San Miguel de los Bancos der ecuadorianischen Provinz Pichincha. Es hat etwa 2.250 Einwohner und liegt etwa 60 km Luftlinie bzw. zwei bis zweieinhalb Autostunden westlich von Quito abseits der Straße, die Quito über Calacalí mit Esmeraldas verbindet. Mindo liegt auf etwa 1.250 m Höhe und ist das Zentrum eines subtropischen Naturschutzgebietes, des Bosque Protector Mindo Nambillo („Waldschutzgebiet Mindo Nambillo“). Das ländliche Kirchspiel Mindo wurde 1891 als Verwaltungseinheit eingerichtet.

## Bosque Protector Mindo – Nambillo
Das Waldschutzgebiet Mindo – Nambillo ist ein Wolken- und Nebelwaldgebiet auf Höhe der Äquatorlinie. Er ist etwa 19.200 Hektar groß, liegt auf 1.400 bis 4.780 m Höhe, umfasst auch Bergregenwald und zieht sich bis an die Westflanke des Vulkans Pichincha hin. Die Chocó-Bioregion, zu der er gehört, ist eine der artenreichsten der Welt. Das Naturreservat ist geprägt von hohen Bergen, tiefen Wäldern und klaren Flüssen mit zahlreichen Wasserfällen.
In diesem Gebiet hat man bisher etwa 500 verschiedene Spezies von Vögeln registriert und noch immer werden bisher unbekannte entdeckt. Unter anderem leben im Reservat Fliegenschnäpper, Ameisenpittas, Schwalben, Finken, Faulvögel und der Quetzal sowie farbenfrohe Sittiche und Berg-Tukane. Daneben sind seltene Schmetterlinge und Orchideen hier heimisch. Auch Säugetiere, darunter der gefährdete Brillenbär, Pumas und Eichhörnchen leben im Waldschutzgebiet.
Durch das Waldschutzgebiet verläuft das Oleoducto de Crudos Pesados (OCP), die größte und modernste Erdöl-Pipeline Ecuadors.